# Ichijō Norifusa
Ichijō Norifusa (一条教房), né en 1423, mort le 6 novembre 1480 (calendrier japonais : 文明 12/10/5), est un noble de cour japonais (kugyō) de l'époque de Muromachi (1336–1573). C'est un descendant d'une famille de la noblesse japonaise fondée par Kujō Michiie qui, en tant que membre du go-sekke, est jugée digne de fournir des régents pour les empereurs.
Il est le fils aîné du régent Ichijō Kaneyoshi et déclaré majeur à 14 ans. Nommé Udaijin (ministre de droite) en 1457, il est promu l'année suivante au poste de régent pour l'empereur Go-Hanazono jusqu'en 1463. Il utilise le pseudonyme « Myōkeiji-dono » et reçoit le nom posthume de « Sōkei » (宗恵 ().
Au début de la guerre d'Ōnin, il s'enfuit à Nara avec son père qui a démissionné de son poste de régent (qu'il occupera cependant de nouveau de 1467 à 1470). Alors qu'il réside dans la province de Tosa, il fonde le clan Tosa-Ichijō. Les samouraï locaux le choisissent pour seigneur (Tosa no kokushi) en 1470 car l'autorité du précédent (Hososkawa) s'est effondrée. L'élection est confirmée par le shogun. Norifusa revient plus tard à Kyoto, son fils Fusaie (一條房家 () reste dans la province où il est né.

## Source de la traduction
- (de) Cet article est partiellement ou en totalité issu de l’article de Wikipédia en allemand intitulé « Ichijō Norifusa » (voir la liste des auteurs).